# Welland Gemmell
Pour les articles homonymes, voir Welland (homonymie) et Gemmell.
Welland Stewart Gemmell  (10 octobre 1910-18 juin 1954) est un homme politique provincial canadien de l'Ontario. Il représente Sudbury à l'Assemblée législative de 1948 jusqu'à son décès en 1954.

## Biographie
Élu à la faveur d'une division du vote entre le candidat du CCF ontarien et Robert Carlin, député sortant exclu du CCF, Welland devient député progressiste-conservateur de Sudbury en 1948.
Il sert comme ministre des Mines dans le cabinet de Leslie Frost de mai 1949 à 1952. Réélu en 1951, il est muté au ministère des Terres et Forêts jusqu'en 1954.
Il meurt d'une attaque cardiaque dans un hôtel de North Bay en juin 1954 et aucune élection partielle n'est déclenchée pour le remplacer en raison de la tenue des élections générales de juin 1955.